# Jan Hanč

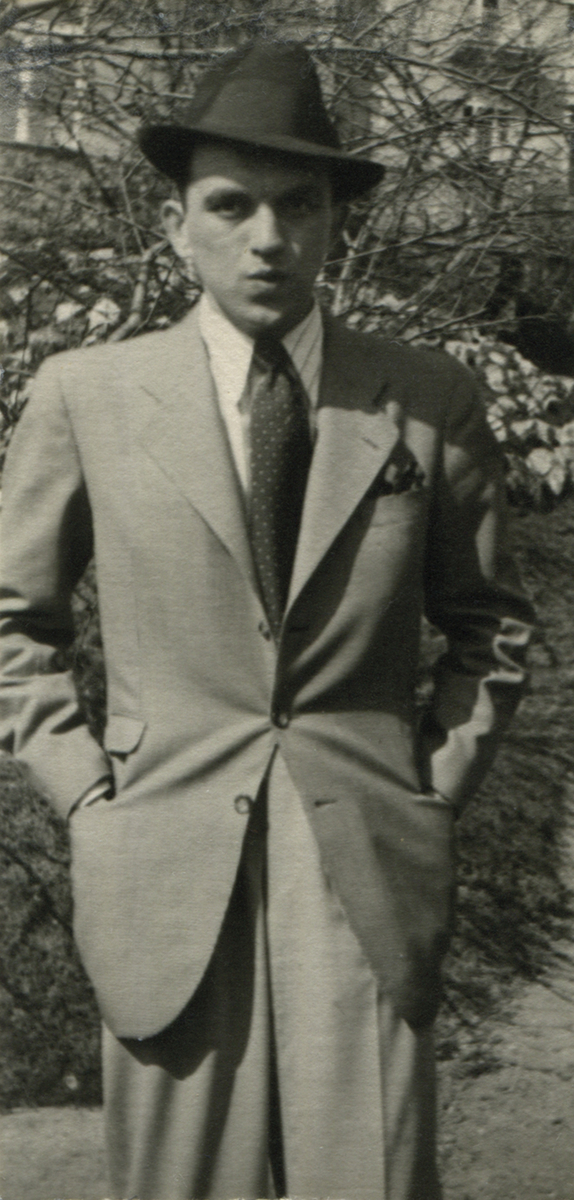
Jan Hanč im Jahr 1940

Jan Hanč (* 30. Mai 1916 in Plzeň; † 19. Juli 1963 in Prag) war ein tschechischer Athlet und Schriftsteller. Seinerzeit tschechischer Meister im 100-Meter-Lauf und Teilnehmer an den Olympischen Spielen von 1936. Mitglied der Gruppe 42.
Seine Literatur ist von sehr gesellschafts- und kulturkritischen Andeutungen geprägt, wodurch sie vor dem Prager Frühling und nach dem Ende des Ost-West-Konfliktes besondere Bedeutung erlangte. 
Jan Hanč wurde als Sohn eines Fahrzeug-Konstrukteurs in Pilsen geboren und wuchs mit seinem Bruder, Oldřich Hanč, in Prag auf. Er beendete eine Handelsschule und arbeitete lange Zeit bei dem tschechischen Früchte-Importeur Pragofruct. 
Nach der Auflösung der Gruppe 42 im Jahr 1949 litt Jan Hanč unter großer Einsamkeit. Aus großem Selbstzweifel vernichtete er einen Großteil seiner Arbeiten. Alle seine Schriftstücke trugen denselben Titel: „Události“ (Ereignisse). Allein hierin zeigt sich die Ironie mit der Jan Hanč dem Umstand gerecht werden wollte, dass selbst kleine Begebenheiten im Leben eines einfachen Menschen die Dimensionen von Ereignissen erlangen und ihre Bewertung in Wahrheit immer von der Perspektive des Betrachters abhängt. 

## Auszüge aus seinen Texten
„Ich kenne keine andere Ausdrucksweise des Geistes, die mein Herz davon überzeugen kann, dass es nicht umsonst schlägt, als die Literatur. Vor 14 Jahren jedoch ist die Literatur bei uns gestorben. Das, was man heute als Literatur betrachtet, ist Literatur nur insofern, wie man künstliche Rosen als echt anerkennen kann. Es ist ein Versagen, selbst wenn Form und Farbe identisch sind, selbst wenn man es schafft, einen künstlichen Rosenduft herzustellen, es ist ein Versagen, selbst wenn die Rose tausendmal dauerhafter ist. Die Literatur ist das Wunder des Lebens, das nicht durch ein Ministerium gelenkt werden kann. Die Mumifizierung der verstorbenen Schriftsteller, damit meine ich die übertriebene Wahrung der Tradition, lässt die Lebenden sterben. Dies ist so grässlich, wie Kindern kein Essen zu geben oder Orchideen auf Gräber zu legen.“
„Nicht ich bin es, sondern jemand von viel größerer Macht, von einer Macht, die ich mir nicht vorstellen kann, der den Sinn meiner Existenz und seine Dauer, mein Glück oder mein Leid bestimmt. Ohne seinen Willen gibt es weder ein Genie noch einen Idioten, weder Schönheit noch Hässlichkeit. Einige werden sagen, dass es nur Zufall sei. Sie haben für alles eine Erklärung. Es gibt jedoch keinen „Zufall“. Es ist weder ein Zufall, dass die Sonne aufgeht, noch ist der Aufgang und Niedergang eines so vergänglichen wie mir ein Zufall. Mein Verstand ist jedoch nicht in der Lage, es zu begreifen. Wie kann ich stolz sein, wenn ich nur das verstehe, was keine Bedeutung hat?“

## Werke (Auswahl)
- Události. Torst, Prag 1995, ISBN 80-85639-54-8.

| Personendaten    | Personendaten                           |
| ---------------- | --------------------------------------- |
| NAME             | Hanč, Jan                               |
| KURZBESCHREIBUNG | tschechischer Athlet und Schriftsteller |
| GEBURTSDATUM     | 30. Mai 1916                            |
| GEBURTSORT       | Plzeň                                   |
| STERBEDATUM      | 19. Juli 1963                           |
| STERBEORT        | Prag                                    |